# Boreplatform
 For alternative betydninger, se borerig. (Se også artikler, som begynder med borerig)
Boreplatform eller olieplatform er en almindelig betegnelse for en borerig på en platform, der er fast placeret på havet, og som udvinder råolie eller naturgas, bl.a. i den danske del af Nordsøen. Produktionen kan foregå på selve platformen eller sendes til andre produktionsenheder til havs, som er i forbindelse med boreplatformen. Endelig kan det udvundne materiale sendes direkte til behandling i land.
Boreplatformen er en konstruktion sat sammen af et understel af stål eller beton, med flere dæk til de forskellige funktioner placeret på understellet. De fleste boreplatforme har en helipad og en boligenhed. Et skib med udstyr til lignende formål omtales ikke som en boreplatform, men som en Floating Production Storage and Offloading unit (FPSO).
De fleste danske oliefelter består af flere platforme, som henter og behandler råolien eller naturgassen og pumper det ind til fastlandet. Danmarks 2 største olieraffinaderier findes i Fredericia (Shell Raffinaderiet) og Kalundborg (StatoilHydro Raffinaderiet).

## Forskellige typer platforme
Der findes forskellige typer platforme, med hver sine egenskaber.

### Produktionsplatform
Her produceres olien, det vil sige at her pumpes olien op af reservoiret. Råolien renses for sand, kalk og andre urenheder. Derefter skilles eventuelle gasser fra, og den rene råolie pumpes enten i land til et olieraffinaderi eller over på et tankskib der sejler olien i land.
Enkelte produktionsplatforme har et boretårn fast om bord.
Der er tit beboelse på produktionsplatforme.

### Boreplatform
Kaldes også en bore-rig. En platform hvis primære formål er at bore brønde. Der er to undertyper af boreplatforme Jackup Rig, Semisub. Begge typer kan flyttes.

#### Jackup
En jackup er en platform der kan hæves op af vandet ved at sænke ben ned til havbunden. Når benene er hævet helt op flyder platformen på vandet som en pram. Den har typisk ingen fremdrift, og må derfor slæbes af slæbebåde. Jackup'en kan ikke operere på dybt vand, og er begrænset af benenes længde.
Jackup'en sejles til positionen hvor der skal bores, hvorefter benene sænkes ned og platformen hæves op over vandet. Hvis der skal bores ved en produktionsplatform kan jackup'en hæves så højt at boretårnet kan flyttes ind over produktionsplatformen.

#### Semisub
En semisub flyder altid på vandet, båret oppe af store pontoner under vandet. Semisub's har tit egen fremdrift. Semisub'en holdes i position med enten trustere eller med ankre. Semisub's kan operere på endog meget store dyber, dog kun hvis der bruges trustere til positionering.
Stabiliteten af semisub'en opnås ved at den del af strukturen der findes i bølge-zonen er relativt lille. Derfor er der ikke store bevægelser på grund af bølger.

### Beboelsesplatform
Enten en flytbar platform (en ombygget jackup) eller en fast platform, hvor der er beboelse.

## Vigtige funktioner på olieplatformene
- Boring af lede- eller produktionsbrønde
- Produktion af olie og gas, som inkluderer blandt andet injektion af vand, gas og vandbehandling
- Processering af olie og gas
- Indkvartering, bolig
- Lagring af olie
- Overførsel til skib – sjældent direkte fra platformen, i stedet bruges specielle lastebøjer
- Eksport, pumpning af gas og olie
- Landingssted for helikopter
- Losning fra og lastning til skib, forsyninger, affald og tungt udstyr
- Større platforme, kaldet fuldt integrerede platforme, kan tjene de fleste ovennævnte funktioner, mens andre er mere specialiserede, for eksempel kun til boring og indkvartering af mandskabet for borevirksomheden, eller kun til bøjelastning.
- Afbrænding af gas med eget flare-tårn